# Dendronephthya annectens
Dendronephthya annectens is een zachte koraalsoort uit de familie Nephtheidae. De koraalsoort komt uit het geslacht Dendronephthya. Dendronephthya annectens werd in 1922 voor het eerst wetenschappelijk beschreven door Sherriffs. 